# Jessica Sevick
Jessica Sevick (* 15. Juli 1989 in Victoria, British Columbia) ist eine kanadische Ruderin, die im Achter olympisches Silber und im Einer Gold bei Panamerikanischen Spielen erruderte.

## Sportliche Karriere
Sevick graduierte 2011 an der University of Alberta und studierte danach Neurowissenschaften an der University of British Columbia. Während ihres Studiums spielte sie Fußball. Nach einer Verletzung begann sie 2016 beim Calgary Rowing Club mit dem Rudersport.
2019 trat Sevick im Einer bei den Panamerikanischen Spielen in Lima an. Sie gewann die Goldmedaille, obwohl sie sich mit dem Norovirus infiziert hatte. Bei den erst 2021 ausgetragenen Olympischen Spielen in Tokio trat Sevick zusammen mit Gabrielle Smith im Doppelzweier an. Die beiden Kanadierinnen erreichten das A-Finale und belegten den sechsten Platz.
2022 wechselte sie in den kanadischen Achter. Jessica Sevick, Gabrielle Smith, Morgan Rosts, Kirsten Edwards, Alexis Cronk, Kasia Gruchalla-Wesierski, Avalon Wasteneys, Sydney Payne und Steuerfrau Kristen Kit erkämpften bei den Weltmeisterschaften in Račice u Štětí die Bronzemedaille hinter den Rumäninnen und dem niederländischen Achter. Im Jahr darauf bei den Weltmeisterschaften in Belgrad belegte der kanadische Achter den fünften Platz und qualifizierte sich damit für die Olympischen Spiele 2024. Im Sommer 2024 bei der Olympiaregatta in Paris gewannen die Rumäninnen vor dem kanadischen Boot in der Besetzung Jessica Sevick, Caileigh Filmer, Maya Meschkuleit, Kasia Gruchalla-Wesierski, Avalon Wasteneys, Sydney Payne, Kristina Walker, Abigail Dent und Kristen Kit. Die Kanadierinnen hatten im Ziel viereinhalb Sekunden Rückstand auf die Rumäninnen und 0,67 Sekunden Vorsprung vor dem britischen Achter.